# David Burtka

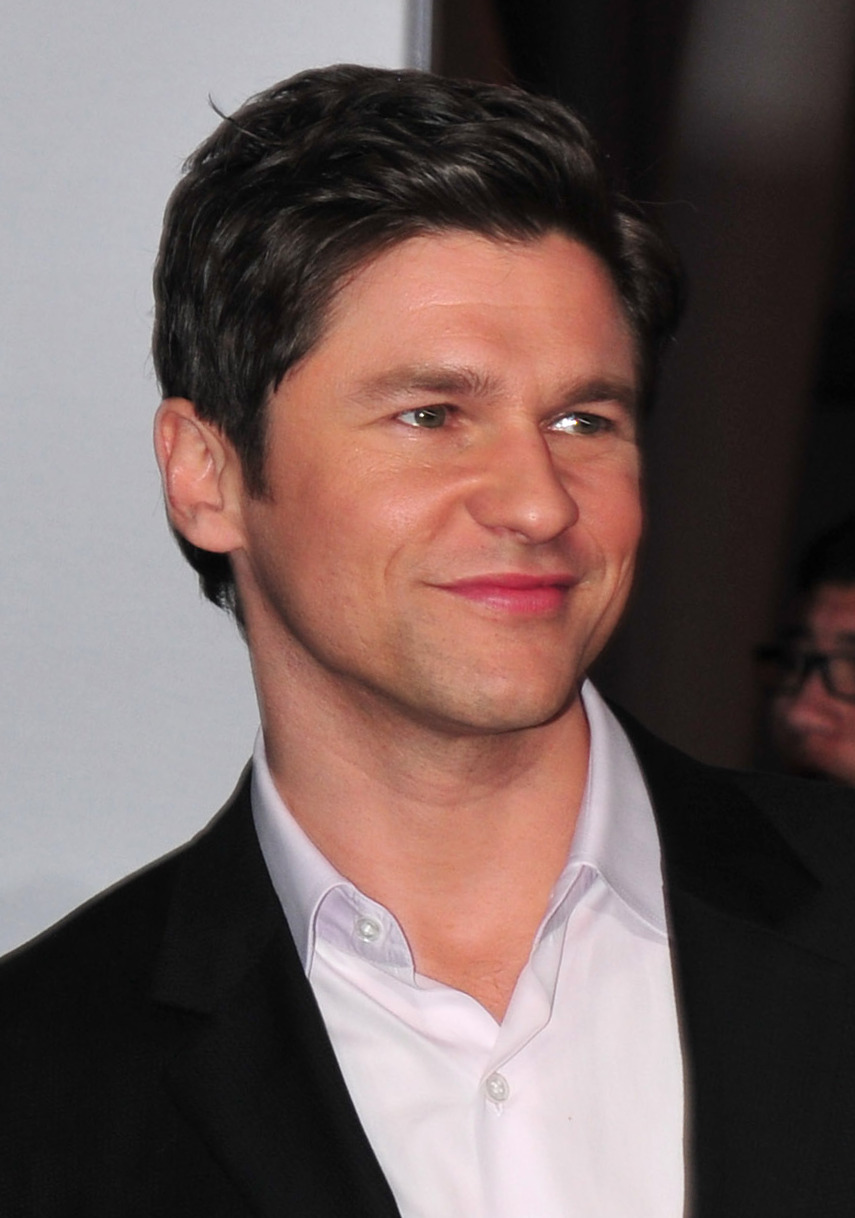
David Burtka (2012)

David Burtka (* 29. Mai 1975 in Dearborn, Michigan) ist ein US-amerikanischer Schauspieler.

## Leben und Karriere
David Burtka, der polnische Vorfahren hat, wuchs zusammen mit seiner Schwester in Canton in Michigan auf. Dort besuchte er die Plymouth Salem High School, die er 1993 abschloss.
Bis 2000 war Burtka mit Lane Janger liiert, einem Filmproduzenten, mit dem er zusammen Zwillinge aufzog, die durch eine Leihmutter ausgetragen wurden. Seit 2004 ist Burtka der Lebensgefährte des Schauspielers Neil Patrick Harris, neben dem er einige Gastauftritte in der Serie How I Met Your Mother als Lily Aldrins Ex-Freund Scooter hatte. Das Paar hat Zwillinge, einen Jungen und ein Mädchen (* Oktober 2010), die ebenfalls von einer Leihmutter ausgetragen wurden. 2014 heirateten Burtka und Harris in Italien.

## Filmografie (Auswahl)
- 1999: 24 Nights
- 2002: The West Wing – Im Zentrum der Macht (The West Wing, Fernsehserie, Folge 3x20)
- 2005: Crossing Jordan – Pathologin mit Profil (Crossing Jordan, Fernsehserie, Folge 5x06)
- 2006–2014: How I Met Your Mother (Fernsehserie, 7 Folgen)
- 2007: Open House (Kurzfilm)
- 2007: Worldly Possession (Fernsehfilm)
- 2007: Driving Under the Influence (Kurzfilm)
- 2007: Army Guy (Kurzfilm)
- 2007: On the Lot (Fernsehserie, 13 Folgen)
- 2007: CSI: NY (Fernsehserie, Folge 4x05)
- 2011: Harold & Kumar – Alle Jahre wieder (A Very Harold & Kumar 3D Christmas)
- 2014: Dance-Off
- 2015: American Horror Story (American Horror Story: Freak Show, Fernsehserie, Folge 4x13)
- 2018: Eine Reihe betrüblicher Ereignisse (Fernsehserie, 2 Folgen)
- 2020: Cicada
- 2022: Uncoupled